# Flourens
Flourens – miejscowość i gmina we Francji, w regionie Oksytania, w departamencie Górna Garonna. Nazwa miejscowości pochodzi od imienia Florencjusz.
Według danych na rok 1990 gminę zamieszkiwało 1 506 osób, a gęstość zaludnienia wynosiła 155 osób/km² (wśród 3020 gmin regionu Midi-Pyrénées Flourens plasuje się na 236. miejscu pod względem liczby ludności, natomiast pod względem powierzchni na miejscu 1110.).